# Швабска Юра
Швабска Юра или Швабски Алб (на немски: Schwäbischer Jura, Schwäbische Alb) е куестова нископланинска верига в Южна Германия, провинции Баден-Вюртемберг и Бавария, явяваща се югозападната част на Швабско-Франконска Юра в Швабско-Франконския басейн.

## География

### Разположение, граници
Швабска Юра се простира от югозапад на североизток на протежение около 220 km, покрай левия бряг на река Дунав и ширина 40 – 70 km. На югозапад в района на изворите на река Некар (десен приток на Рейн) чрез ниска седловина се свързва с планинския масив Шварцвалд, а на североизток долината на река Вьорниц (ляв приток на Дунав) я отделя от масива Франконска Юра.

### Геоложки стоеж
Планината Швабска Юра е изградена предимно от юрски варовикови седиментни скали, понякога силно изветрели от атмосферните влияния. Целият масив е известен с ценните находки на юрски вкаменелости, откъдето идва и името му. От геологическа гледна точка по-рано тази планина е била смятана за продължение на планината Юра, но днес това не се възприема еднозначно.

### Релеф
Билните части на Швабска Юра представлят карстово плато, като северозападните склонове, обърнати към долината на река Некар, са стръмни, а югоизточните към река Дунав – полегати. Най-високият връх е Лемберг (1015 m), издигащ се в крайната ѝ югозападна част, в изолирания масив Гросер Хайберг. На североизток планината завършва с масивите Албух (връх Беренберг 755 m) и Хертсфелд (661 m).

### Води
Поради варовиковия строеж за планината са характерни карстовите извори, т.е. отвори, от които подземни реки излизат със сравнително голям дебит на повърхността. Обикновено това са буйни потоци с променлив дебит в зависимост от сезона. Планината се явява главен вододел между басейните на реките Дунав и Рейн. В югоизточна посока се стичат левите притоци на Дунав – реките Шмиха, Лаухерт, Гросе Лаутер, Блау, Бренц, Егау, Кеселбах и др., а на северозапад – десните притоци на Некар (десен приток на Рейн) – реките Шлихем, Айах, Щарцел, Ехац, Ермс, Филс, Кохер и др.

### Растителност
Склоновете и билните части на планината са заети от дъбови, букови и иглолистни гори, храсталаци, ливади, пасища и пустеещи земи по най-високите части.

## Забележителности
От надморска височина 577 m, недалеч от селцето Лихтенщайн, извира река Ехац, с дължина 23 km и десен приток на Некар. В най-високата част на долината на река Ехац е построен приказният замък Лихтенщайн, родово имение на херцозите Урах.

## Градове
Билните части и склоновете на планината са слабо населени, но в подножията ѝ са разположени множество населени места. По южното подножие – Тутлинген, Зигмаринген, Еинген, Улм и др., а по северното – Тросинген, Ротвайл, Албщат, Балинген, Хехинген, Ройтлинген, Тюбинген, Метцинген, Гьопинген, Аален и др.